# Список підсудних «Процесу ЦК УПСР»

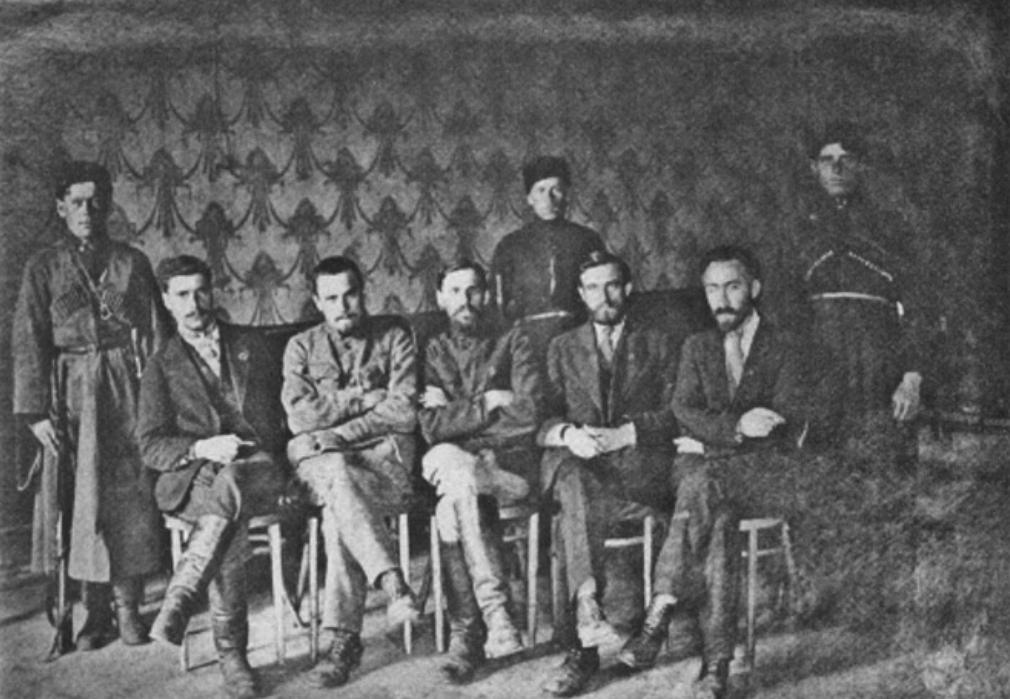
Головні обвинувачені у «Справі ЦК УПСР» напередодні засідання Ревтрибуналу. Сидять зліва направо: Юрій Ярослав, Іван Часник, Назар Петренко, Іван Лизанівський, Всеволод Голубович. Травень 1921 рік

У списку представлені особи, стосовно яких з 22 по 30 травня 1921 року проводився сфабрикований судовий процес проти діячів УПСР, який відбувся в Пролетарському будинку мистецтв в Києві. Процес здійснювався Надзвичайним ревтрибуналом під головуванням заступника наркома юстиції Михайла Михайлика. Замість раніше призначених членів суду Покірного і Танцюри, було призначено Гайцмана. У склад Надзвичайного ревтрибуналу також входили: Микола Кабаненко, Марченко, Дем'ян Бідний, секретар Попов. Надзвичайний ревтрибунал був спеціально призначено Ц. В. К. Української Соціалістичної Радянської Республіки. Обвинувачами виступили член Президії ВУЦВК Дмитро Мануїльський та член Колегії Наркомюсту Михайло Лебединець. Правозахисниками стали П. Шубін та Микола Попов. Свідками були Панас Любченко, Олександр Шумський, Василь Блакитний, Юрій Мазуренко, Іван Кулик, Володимир Чехівський та інші.
В Україні до процесу від 22 травня 1921 року велись схожі між собою сфабриковані справи проти діячів соціалістичних та комуністичних поглядів, які перебували на відповідальних посадах під час республіканського устрою України.
Обвинуваченими були: Всеволод Голубович, Іван Лизанівський, Назар Петренко, Іван Часник, Юрій Ярослав, Григорій Сиротенко, Сергій Остапенко, Володимир Скугар-Скварський, Григорій Солодар, Петро Бензя.
Судовий розгляд та слідство здійснювалися із грубим порушенням процесуальних норм із позицій «революційної законності». Засуджених було звинувачено в політичних злочинах, скоєних 1917–20 проти більшовиків, — організації збройної боротьби при підтримці Антанти, керівництві антибільшовицьким селянським повстанським рухом. З десяти обвинувачених вісім повстали перед судом, а двоє з арештованих стали свідками. Жоден з підсудних своєї провини не визнав.
За підсумками судового розгляду всі підсудні були визнані винними. Взято під увагу «урочисту публічну обіцянку цих підсудних словом і справою боротися з т. зв. УНР і повстансько-бандитським рухом на Україні й, керуючись у цій справі революційною совістю й соціалістичною правосвідомістю» Ревтрибунал постановив засудити чотирьох підсудних до відбуття покарання у концентраційних таборах терміном на 10 років кожному, чотирьох з них засуджено до п'ятьох років.
Після процесу трибунал застосував амністію, посилаючись на рішення 5-го Всеукраїнського з'їзду Рад. 10 років покарання замінено на 5, а засудженого Григорія Сиротенка звільнено повністю. На Юрія Скугар-Скварського та Сергія Остапенка амністія не розповсюджувалась. Для Остапенка застосовано покарання на 5 років примусових робіт за фахом. Всіх засуджених було відправлено у Харків.
Наприкінці 1991 року, після звернення письменника Анатолія Болабольченка до прокуратури України з клопотанням про перегляд справи, всіх учасників процесу було реабілітовано.

## Умовні позначення таблиці
- З — особа засуджена.
- Р — особа реабілітована.
- Бежевим кольором у таблиці виділені колишні представники урядів республіканського устрою України.

## Список підсудних процесу над «ЦК УПСР»
| Повне ім'я                                | Портрет                       | Рід занять                                                                  | Термін вироку | Термін вироку | Термін вироку |
| Повне ім'я                                | Портрет                       | Рід занять                                                                  | 5             | 10            | Інше          |
| ----------------------------------------- | ----------------------------- | --------------------------------------------------------------------------- | ------------- | ------------- | ------------- |
| Всеволод Олександрович Голубович          | (лютий 1885 — 16 травня 1939) | Голова Ради Народних Міністрів УНР                                          |               | З/Р           | [ 7 ]         |
| Назар Антонович Петренко                  | (1892 — 6 січня 1938)         | член Центрального Комітету УПСР                                             | З/Р           |               | [ 8 ]         |
| Іван Миколайович Лизанівський             | (29 травня 1892–1934)         | керівник управління преси й інформації, держсекретар в уряді Директорії УНР |               | З/Р           | [ 7 ]         |
| Іван Миколайович Часник                   | (27 квітня 1889 — після 1921) | заступник керуючого управлінням преси й інформації в уряді Директорії УНР   |               | З/Р           | [ 7 ]         |
| Григорій Тимофійович Сиротенко            | (18 березня 1888–1925)        | військовий комісар Директорії УНР                                           | З/Р           |               | [ 9 ]         |
| Юрій Юрійович Ярослав                     | (1890–1937)                   | директор інформаційного департаменту МЗС Директорії УНР                     |               | З/Р           | [ 7 ]         |
| Сергій Степанович Остапенко               | (18 листопада 1881–1939)      | Голова Ради Народних Міністрів УНР                                          | З/Р           |               | [ 10 ]        |
| Володимир Олександрович Скугар-Скварський | (1891 — 3 серпня 1938)        | член Центрального Комітету УПСР                                             | З/Р           |               | [ 11 ]        |
| Григорій Якович Солодар                   | (невідомо — невідомо)         | член уряду УНР і ЦК УПРС                                                    |               |               | [ 12 ]        |
| Петро Андрійович Бензя                    | (21 червня 1883 — невідомо)   | член Центрального Комітету УПСР                                             |               |               | [ 12 ]        |